# A Beard of Stars
Albums de Tyrannosaurus Rex
Unicorn
(1968) T. Rex
(1970)
A Beard of Stars est le quatrième album du groupe de rock Tyrannosaurus Rex, sorti en 1970.
C'est le premier album avec Mickey Finn, qui remplace Steve Peregrin Took. A Beard of Stars est par ailleurs le dernier album paru sous le nom de « Tyrannosaurus Rex » : le groupe adopte par la suite le nom plus court de « T. Rex » sous lequel il connaîtra ses plus grands succès.

## Titres
Tous les morceaux sont de Marc Bolan.

### Face 1
1. Prelude – 1:04
2. A Daye Laye – 1:56
3. Woodland Bop – 1:39
4. Fist Heart Mighty Dawn Dart – 2:45
5. Pavilions of Sun – 2:49
6. Organ Blues – 2:47
7. By the Light of a Magical Moon – 2:51
8. Wind Cheetah – 2:38

### Face 2
1. A Beard of Stars – 1:37
2. Great Horse – 1:42
3. Dragon's Ear  – 2:37
4. Lofty Skies – 2:54
5. Dove – 2:06
6. Elemental Child – 5:33

## Musiciens
- Marc Bolan : guitare, basse, orgue, chant
- Mickey Finn : basse, batterie, percussions, chœurs
- Tony Visconti : piano